# Oldenlandia gracilipes
Oldenlandia gracilipes är en måreväxtart som beskrevs av William Grant Craib. Oldenlandia gracilipes ingår i släktet Oldenlandia och familjen måreväxter.
Artens utbredningsområde är Thailand. Inga underarter finns listade i Catalogue of Life.